# Melasis
Melasis är ett släkte av skalbaggar som beskrevs av Olivier 1790. Melasis ingår i familjen halvknäppare.
Släktet innehåller bara arten Melasis buprestoides.

## Bildgalleri

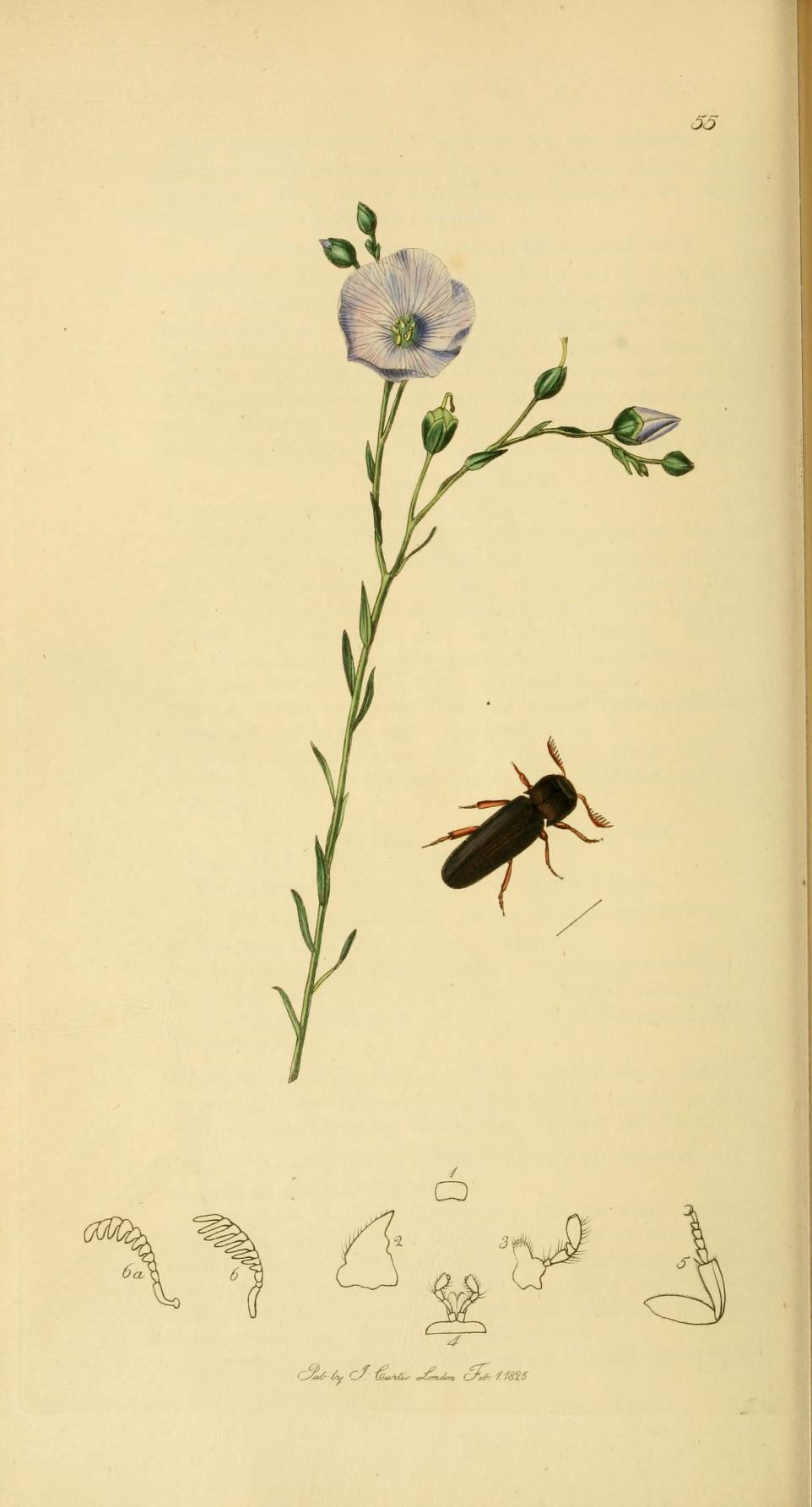
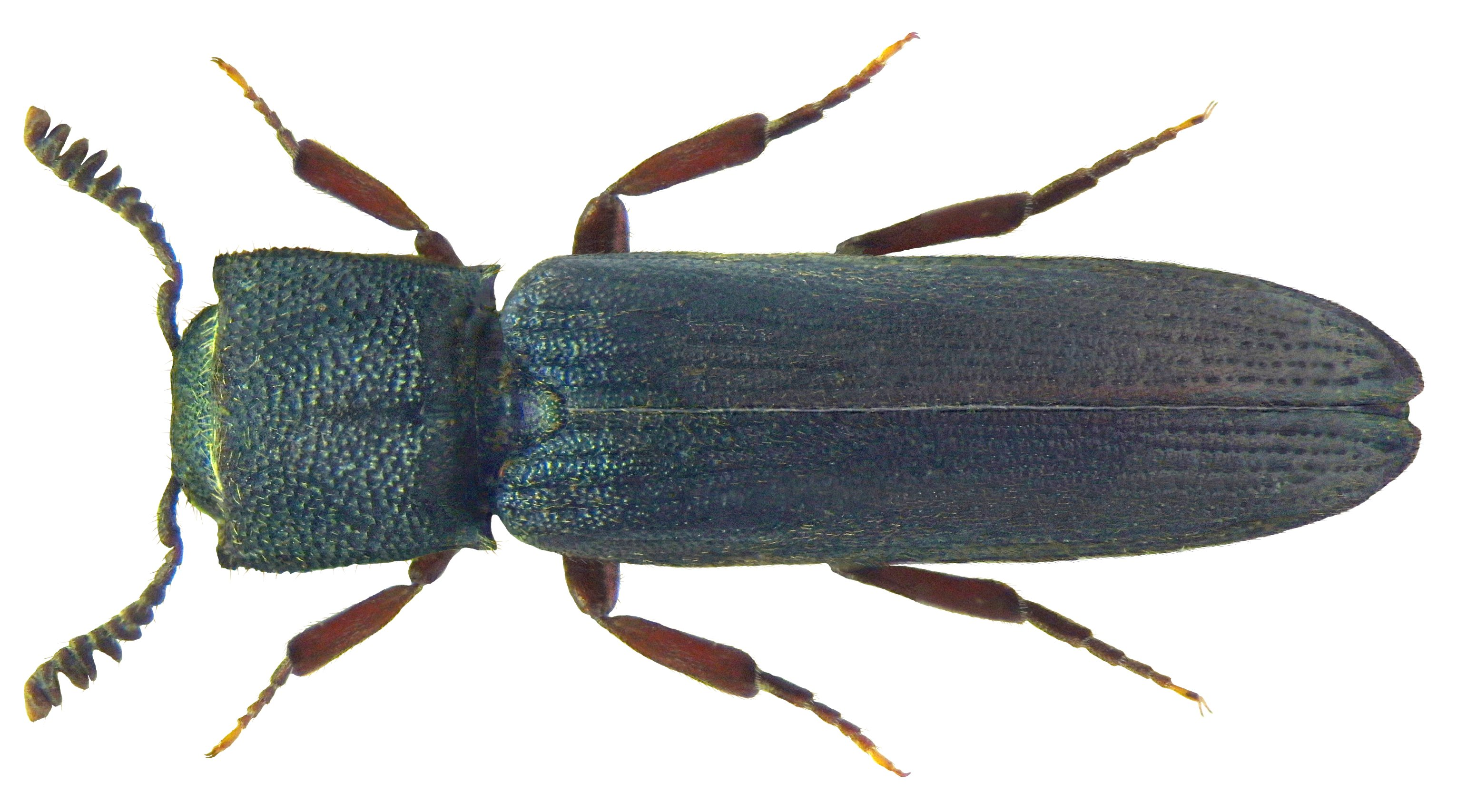
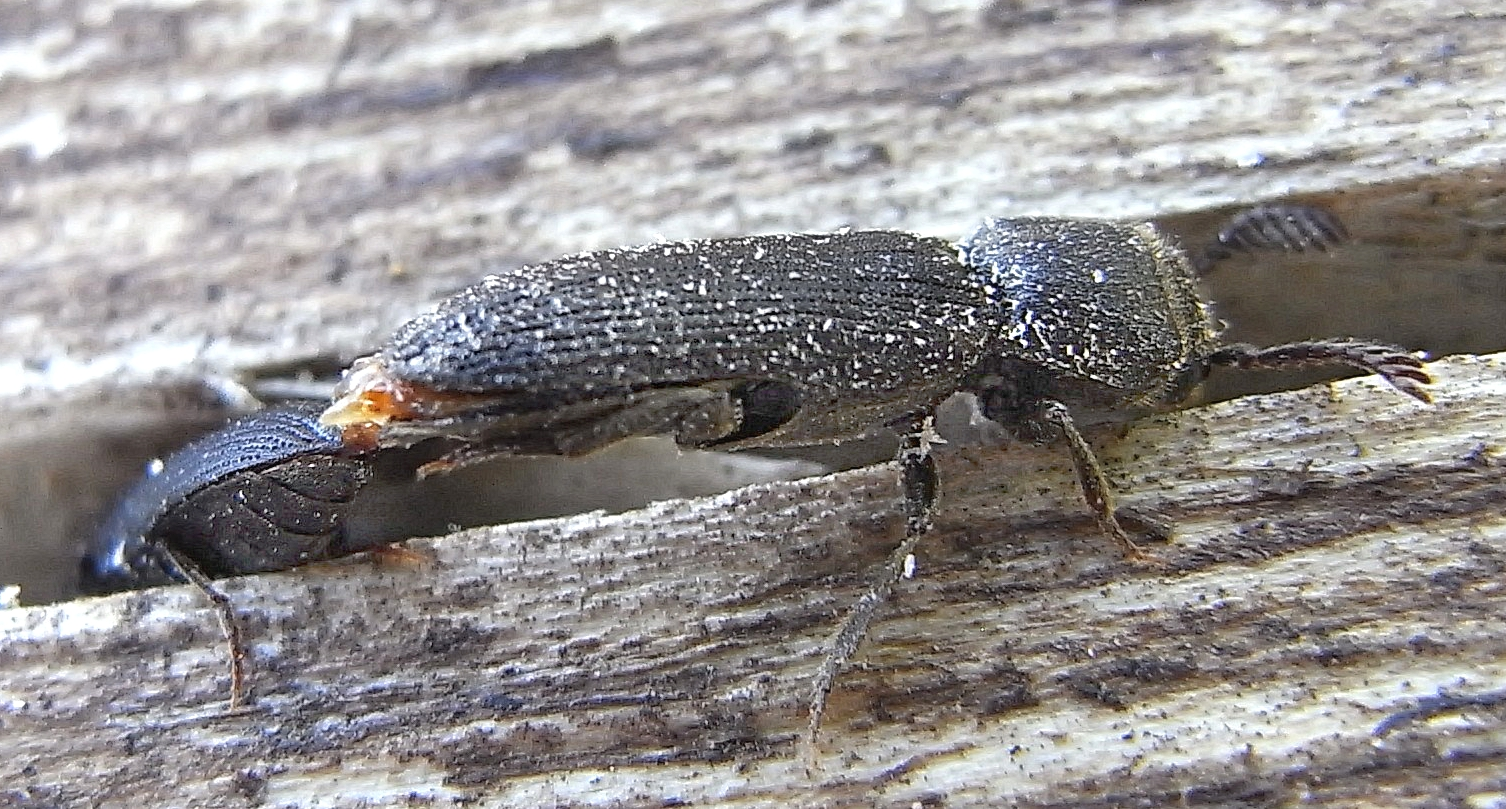
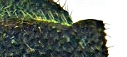
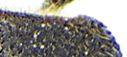
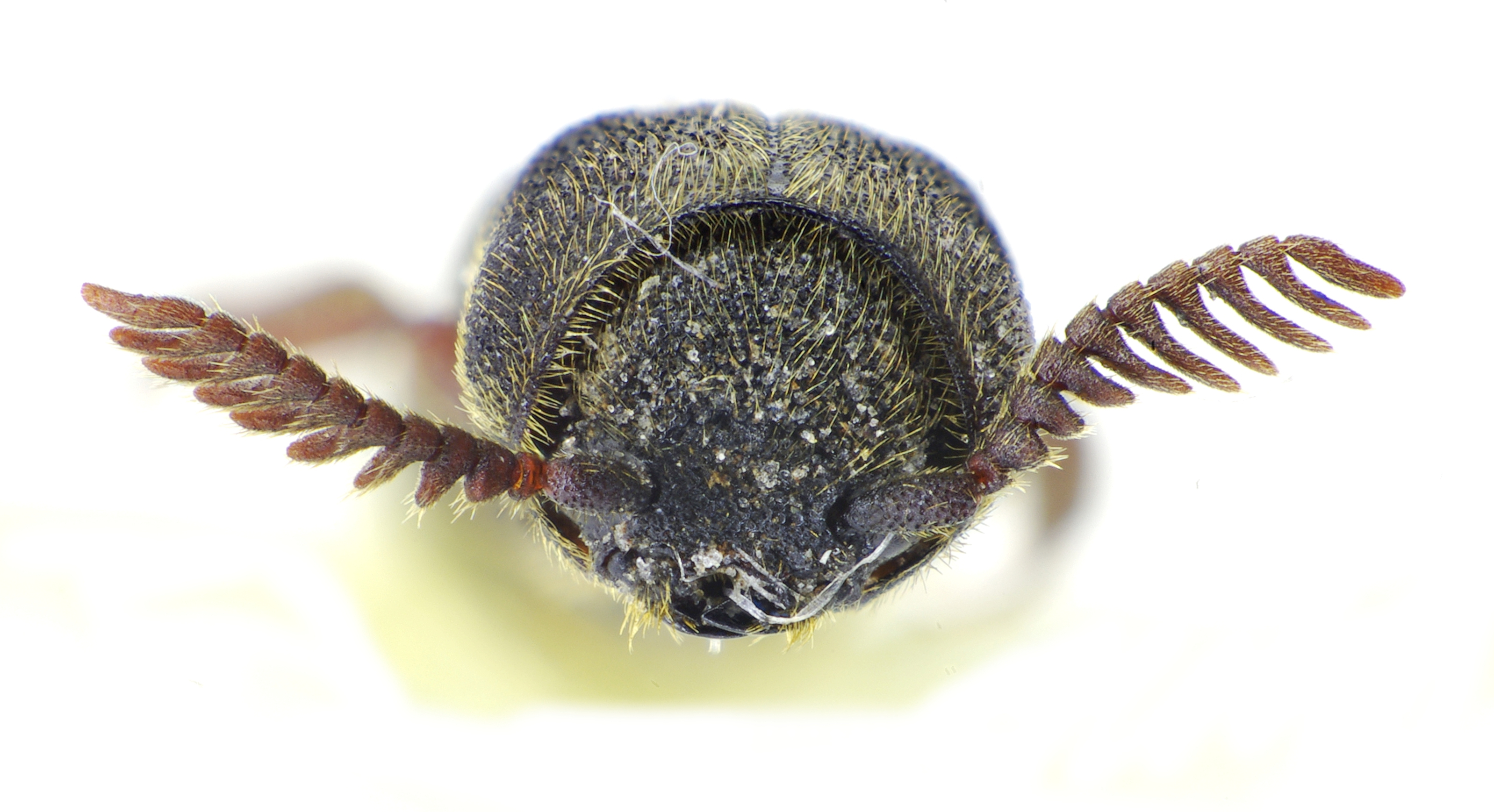